# 中國—羅馬尼亞關係
中國—羅馬尼亞關係（羅馬尼亞語：Relațiile dintre România și China），是指歷史上的中国和羅馬尼亞人以至現在中華人民共和國和羅馬尼亞之間的雙邊關係。
時任中華人民共和國駐羅馬尼亞大使的刘增文曾指中国高度重视发展中罗關係，又形容兩國關係為国際关系中「求同存异的典范」；他又表示，中罗关系會在两国以及其人民的「精心培育和呵护下」与时俱进。

## 歷史

### 1930年代至1950年代
1939年7月3日，兩國建立公使級外交關係。於首都布加勒斯特設立中華民國駐羅馬尼亞王國公使館，並派駐公使。
1941年7月10日，羅馬尼亞承認日本建立的汪精衛政權及滿州國，與中華民國斷交。7月15日，關閉駐羅馬尼亞公使館。12月11日，中華民國向德義日宣戰，同德國同盟的羅馬尼亞間接令他與中華民國變成敵对狀態。
在東西方陣營的「冷戰」期間，中華民國在意識形態和制度上均偏向以美國為首的資本主義陣營，復加上以蘇聯為首的共產集團國家的封閉，導致從中華民國政府遷台後幾乎沒有官方往來。

### 1950年代至1980年代

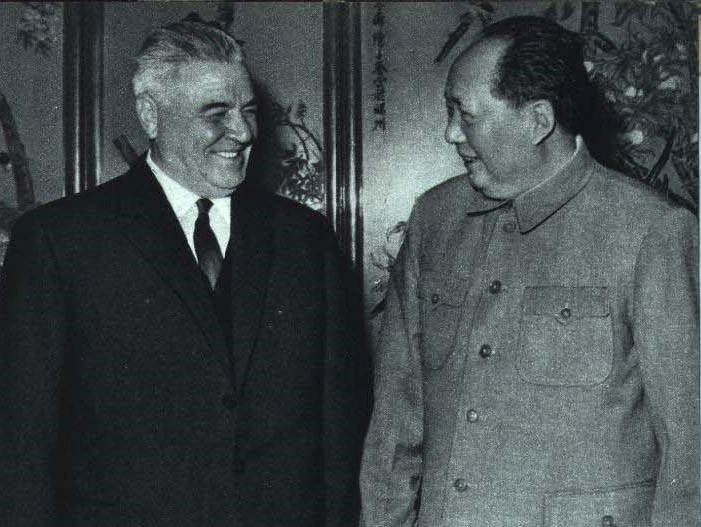
1964年3月，毛泽东接见扬·格奥尔基·毛雷尔率领的罗马尼亚共产党代表团

中罗兩國於中華人民共和國成立4天後的1949年10月5日建交，兩國自此以後一直保持友好的关系；與中華人民共和國建交後的历届羅馬尼亞政府均支持一个中国，沒有与中華民國进行官方交流，並作为联合提案国，對聯合國大會2758號決議投赞成票。自建交以来，中罗兩國之間的了解和信任日益增强，並在国际组织中保持良好的合作關係。

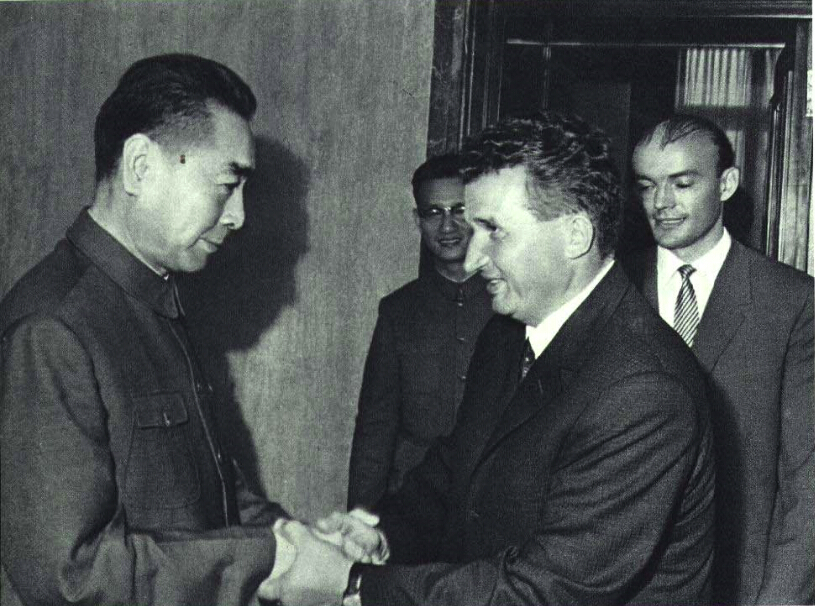
1966年周恩来率队访问罗马尼亚，与齐奥塞斯库会面

文化大革命期间，由於罗马尼亚正图摆脱对苏联的依赖，因此成為少数支持中国的国家之一；中国为巩固兩国之間的政治联系，同意協助罗马尼亚建設机械制造厂。文革期間的1972年，一支罗马尼亚旅行团到北京旅游，但团員因被中国群众誤會為苏联人而遭到批斗。1970年罗马尼亚发生水灾，后来1977年罗马尼亚首都布加勒斯特附近发生大地震，造成重大损失，中国提供5000万元人民币的无偿援助，2亿人民币长期无息贷款和1亿美元的自由外汇贷款。1971年，齐奥塞斯库访华，贷款又增加了7000万美元。同年10月，在第26届联合国大会上罗马尼亚作为提案国，投票赞成中华人民共和国加入联合国。
從1989年开始，東歐劇變，包括罗马尼亚在內的多個中東歐國家不再由共产党一党專政；中華人民共和國與罗马尼亚在劇變後仍保持友好的合作关系，两国關係更在2004年被提升为「全面友好合作伙伴关系」。

### 2010年代至今
2013年，罗马尼亚曾与中国广核集团计划建造切尔纳沃德核电站的第三、四个核反应堆，2020年罗马尼亚宣布放弃此计划。

## 經貿關係
中国和罗马尼亚在1950年開始有貿易往來，兩國的双边贸易自此後取得很大发展，雙邊貿易總額在1979年達到10.94亿美元的历史新高；但是，中罗雙邊貿易總額在1990至2000年因双方经济体制的改革而一度下降，更在1999年降至1.9亿美元的历史最低点。2002年，中罗兩國的雙邊貿易總額为7.5亿美元；其中中國到罗马尼亚的出口總額為3.9亿美元，比去年同期大幅提升276.9%，而罗马尼亚到中國的出口總額為3.6亿美元。
中國企業在羅馬尼亞的投资项目包括木材加工、成衣生产加工、运动器材、香煙生产和销售等，而首個羅馬尼亞企業在华投资項目為一家在泊头市營運的酿酒厂，利用泊头市的水果资源酿製果酒。同時，羅馬尼亞是中国資訊科技公司华为在中东欧的重要市场之一。

## 文化關係

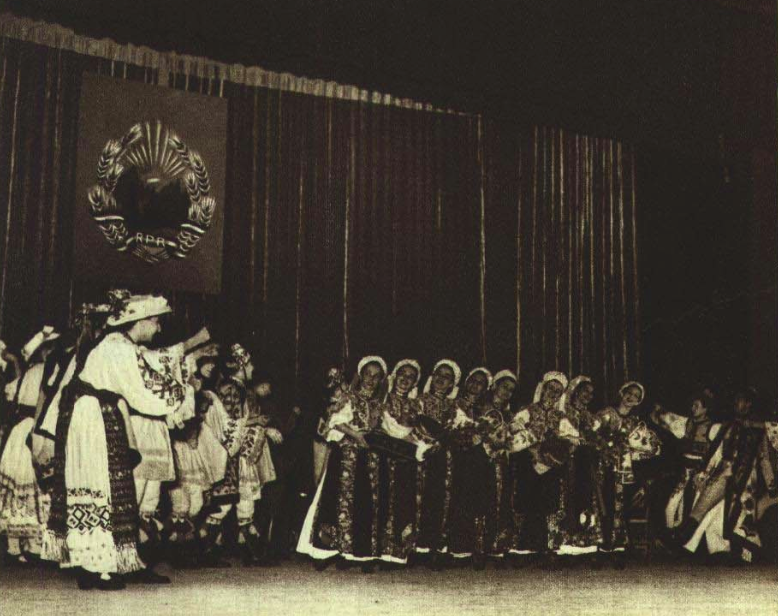
1952年罗马尼亚部队歌舞团访华

在推進中罗兩國文化关系的过程中，兩國的文化交流曾因政治和经济因素而有所减少。改革开放後，中罗兩國之間的文化关系有著順利的发展。目前，中罗兩國在文化、教育、科技等領域上有密切的交流与合作，双方既維持官方的文化交流、也鼓励民间進行文化交流。
中國分別在羅馬尼亞4所學府（锡比乌大学、克鲁日巴比什-博雅依大学、布拉索夫特蘭西瓦大學和布加勒斯特大學）设有孔子学院，並合共向羅馬尼亞的孔子学院提供150个奖学金名额；中國又遣派教师與志愿者到羅馬尼亞，並向羅馬尼亞送赠教材，以支持該國开展汉语教学。而中国的北京外国语大学、北京第二外国语学院等高等院校也设置有罗马尼亚语专业。截至2013年，罗马尼亚共有36名中國留学生，而中國則有353名罗马尼亚留学生。

## 图库

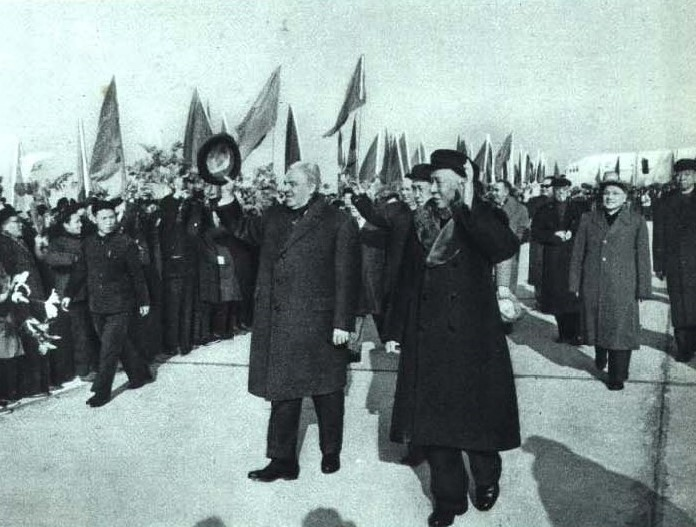
1964年3月 扬·格奥尔基·毛雷尔率领的罗马尼亚代表团访华 刘少奇、邓小平迎接
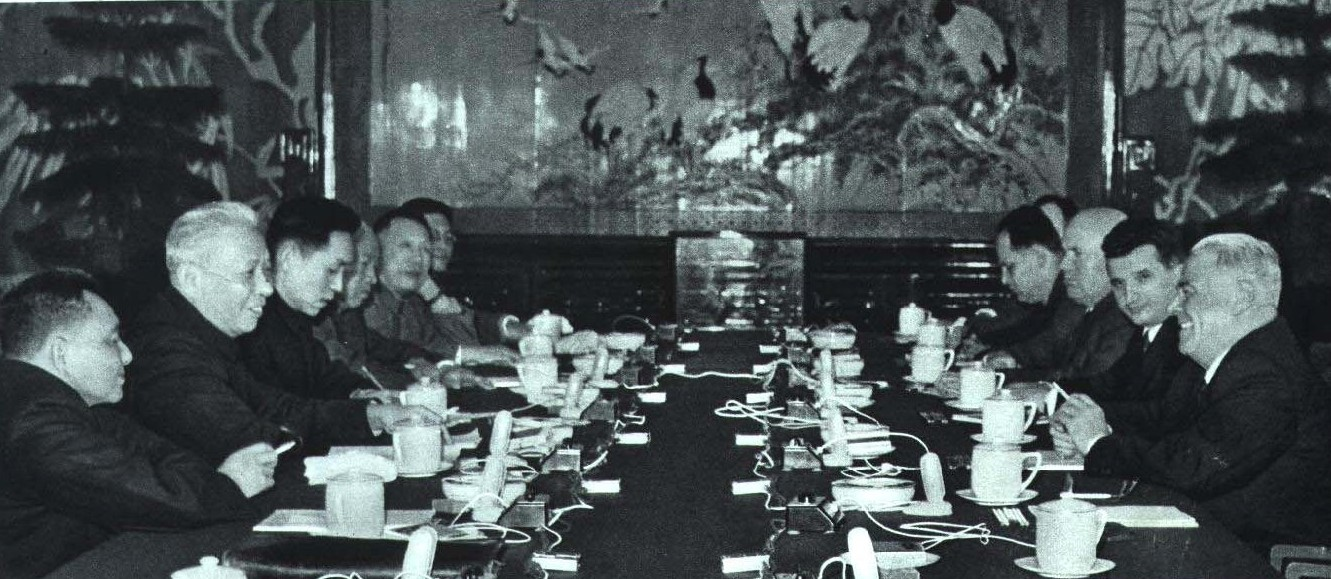
1964年3月 扬·格奥尔基·毛雷尔率领的罗马尼亚代表团与中国共产党进行会谈
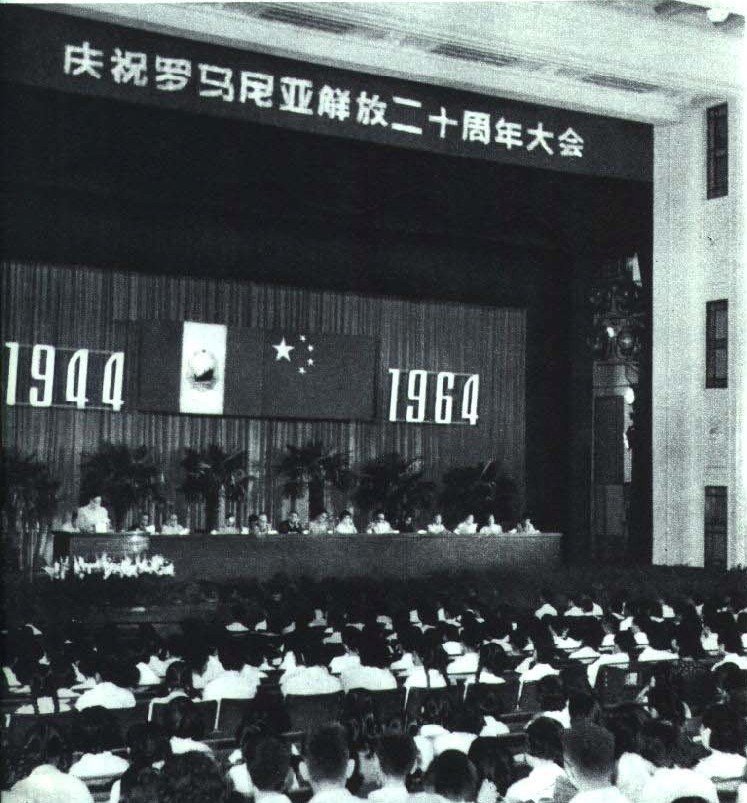
1964年 庆祝罗马尼亚解放二十周年大会